# アドルフ・アイヒマン
オットー・アドルフ・アイヒマン（ドイツ語: Otto Adolf Eichmann、1906年3月19日 - 1962年6月1日）は、ドイツの親衛隊隊員。最終階級は親衛隊中佐。
ゲシュタポのユダヤ人移送局長官で、アウシュヴィッツ強制収容所（収容所所長はルドルフ・フェルディナント・ヘス）へのユダヤ人大量移送に関わった。「ユダヤ人問題の最終的解決」（ホロコースト）に関与し、数百万人におよぶ強制収容所への移送に指揮的役割を担った。
第二次世界大戦後はアルゼンチンで逃亡生活を送ったが、1960年にモサドによって拘束され、イスラエルに連行された。1961年4月より人道に対する罪や戦争犯罪の責任などを問われて裁判にかけられ、同年12月に有罪、死刑判決が下され、翌年6月1日未明に絞首刑に処された。

## 来歴

### 生い立ち
アドルフ・アイヒマンは1906年3月19日にドイツ帝国西部ラインラントの都市ゾーリンゲンで産まれた。父はアドルフ・カール・アイヒマン (Adolf Karl Eichmann) 。母はオーストリア系 マリア・アイヒマン (Maria Eichmann) 。アドルフは5人兄弟の長男で、長男アドルフから順に次男エミール (Emil) 、三男ヘルムート (Helmuth) 、長女イルムガルト (Irmgard) 、四男オットー (Otto) であった。このうち三男ヘルムートは後にスターリングラードの戦いで戦死した。
父アドルフ・カールはアドルフが生まれた当時、電機会社に簿記係として勤務していた。上昇志向のある専門職中産階級者の典型であった。信仰はプロテスタントだった。アドルフは自身の回顧録に父について「私にとって父は絶対的な権威だった」と書いている。1913年にアドルフ・カールはオーストリア＝ハンガリー帝国のリンツにあった同じ電機会社の役員に任じられ、アイヒマン一家はリンツへ移住している。母マリアの旧姓はシェファーリング (Schefferling) と言い、専業主婦としてアイヒマン家を守っていた人物だった。アドルフを含む5人の子供を産んだ後、彼女は1916年に32歳で死去した。アドルフは立て続けに子供を産んだことが母の早い死の原因ではなかったかと後に語っている。母マリアの死後、父アドルフ・カールはすぐにマリア・ツァヴァルツェル (Maria Zawrzel) という人物と再婚している。彼女はウィーンの資産家の娘で熱心なプロテスタントだった。父アドルフ・カールとは教会で知り合った。アドルフはこの継母について「熱心で非常に良心的だった」と語っている。
オーストリアにおける子供時代、アドルフはやや暗い顔色をしていたため、他の子供は「ユダヤ人」のように見えると彼をあざ笑った (当時のオーストリアは、ユダヤ人が居住するウィーンを中心に反ユダヤ主義が日常的に蔓延していた) 。アドルフは学校の成績が悪く、リンツのカイザー・フランツ・ヨーゼフ国立実科学校を卒業することができなかった。なお全くの偶然であるが、アドルフ・ヒトラーもこのカイザー・フランツ・ヨーゼフ国立実科学校に通っていたことがあり、同じく卒業できずに退学している。
父アドルフ・カールはこの頃には会社を退職し、ザルツブルクに鉱山工場を起こしてその株式を51%持ち、自らの事業を始めていた。しかしこの会社はすぐに行き詰まり、その後、小麦会社や機関車製造会社に投資したが、これも財産を失うだけに終わった。アドルフは1921年にカイザー・フランツ・ヨーゼフ国立実科学校を退学した後、機械工学を学ぶため工業専門学校に通っていたが、ここも卒業することなく中退している。

### 社会人として
その後、アドルフは父のザルツブルクの鉱山工場で働いたが、すぐに辞めて、1925年から1927年にかけて電気製品販売業者で働いた。さらに1928年からはスタンダード石油のウィーン現地子会社にあたるヴァキューム・オイル・カンパニーという株式会社(AG)で販売員として働いている。この会社に5年半ほど務めたが、大恐慌の後の経済不況を受けて1933年には人員削減の対象として解雇されている。アドルフは後にこの解雇について「自分は独身の社員だったため、それが災いして人員整理された」と語っている。

### ナチス親衛隊
アドルフは石油会社に勤めていた頃の1932年4月1日にオーストリア・ナチ党（国民社会主義ドイツ労働者党）に入党のうえ、親衛隊に入隊している（オーストリアナチ党員番号889,895、オーストリアSS隊員番号45,326）。アドルフの父アドルフ・カールの事業仲間である弁護士ヒューゴ・カルテンブルンナーの息子で同じく弁護士のエルンスト・カルテンブルンナー博士の薦めであったという。アドルフ自身はイデオロギーにはさほど興味はなかったようだ。
1933年夏、アドルフがヴェロニカ・リーベル (Veronica Liebl、愛称ヴェラ) と結婚の準備を進めていた頃、オーストリア・ナチ党がオーストリア政府から禁止されたため、1933年8月1日に大管区本部の命令でアドルフはドイツへ派遣されることとなった。アイヒマン一家はドイツ市民権を放棄していなかったし、アドルフは失業中だったので、再度ドイツへ移住することに何ら問題はなかった。よって婚約者ヴェラと共にドイツのパッサウへ移住した。ヴェラとは1935年にパッサウで結婚している。
1933年8月から1934年9月までレヒフェルトとダッハウでバイエルン州地方警察から「オーストリア人部隊」として訓練を受けていた。なお、アドルフはダッハウの親衛隊の訓練場にはいたが、1933年3月より同じ場所にあったダッハウ強制収容所の運営とは、アドルフが訓練中でもあることから何も関係していない。
アドルフはこの時の訓練時代を「軍務の単調さが耐えられなかった。毎日毎日が全く同じで、くりかえしくりかえし同じことをさせられる」、「訓練は国防軍の兵士と全く変わらないものでした。 (中略) 徹底的な匍匐前進でした。肘に貼った絆創膏なんかすぐにはがれてしまって。 (中略) 私はどうやってここから抜け出すか、そればかり考えていました。そんなときに親衛隊情報部（SD）の人員募集の噂を聞きつけたんです。私は、これだ、と思いました。」と回顧している。

#### SD勤務時代
1934年9月、当時親衛隊伍長であったアイヒマンは、SDに応募し、SD長官ラインハルト・ハイドリヒ親衛隊中将により採用された。SDII/111課 (フリーメイソン担当課) の補助員となった。同僚のディーター・ヴィスリツェニーによるとこの頃からアイヒマンは記録や組織的な整理といった体系的な作業を好んだという。しかし数か月で人事異動となり、レオポルト・フォン・ミルデンシュタイン親衛隊少尉が課長をしていたII/112課 (ユダヤ人担当課) へ異動した。以降一貫してアイヒマンはユダヤ人問題に携わることとなる。同年12月15日には大臣ハンス・フランク博士を筆頭とする100余名のナチス学者による『ナチスの法制及び立法綱要』 (Nationalsozialistisches Handbuch für Recht und Gesetzgebung) が出版された。
ユダヤ人課の上官フォン・ミルデンシュタインから読むよう命じられたテオドール・ヘルツルの著作『ユダヤ人と国家』にアイヒマンは強い影響を受けたという。アイヒマンはドイツ在住のユダヤ人をパレスチナへ移住させる計画に関心を示すようになった。1933年から1937年にかけて2万4000人の在独ユダヤ人がパレスチナへ移住していた。アイヒマンは、これをさらに拡大できないかと考え、1937年夏に長官ハイドリヒの許可を得てパレスチナ移住計画の可能性を評価するため、上官のヘルベルト・ハーゲン (フォン・ミルデンシュタインの後任のII/112課課長) とともに英国委任統治領パレスチナに赴いた。彼らはハイファに到着したが通過ビザしか得られず、カイロへ進んだ。カイロではハガナーのメンバーに会った。さらにパレスチナでアラビア人のリーダーに会うことを計画したが、パレスチナへの入国はイギリス当局によって拒絶された。そのため外遊の成果はほとんどなかった。しかもナチスの政策は後にユダヤ人国家の設立を妨げる方向で定められたので、結局、経済的理由のためのパレスチナへの大規模移住に反対する報告書を書いている。

#### ウィーン勤務時代

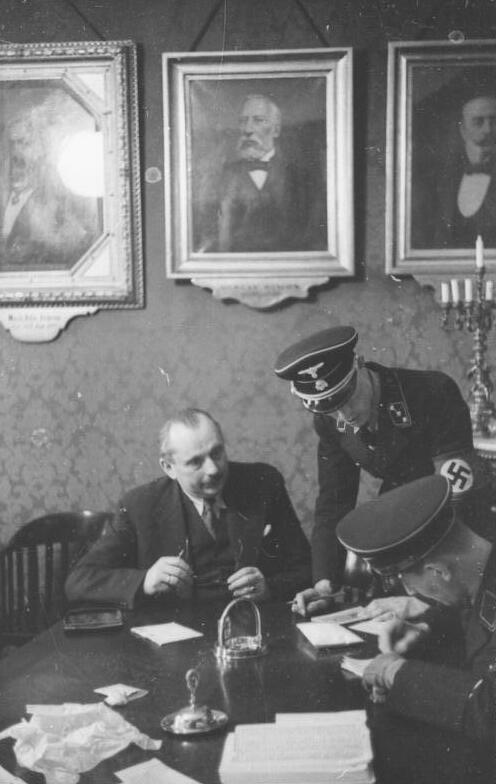
1938年3月18日、ウィーンのザイテンシュテッテンのユダヤ人協会。手前の親衛隊員がアイヒマン。

オーストリア併合後の1938年3月、当時親衛隊少尉だったアイヒマンは「ユダヤ人問題の専門家」としてオーストリアのウィーンへ派遣された。ロスチャイルド家の財閥ユダヤ人ルイ・ナタニエル・フォン・ロートシルト)男爵からナチスが没収した邸宅は親衛隊の建物となり、アイヒマンはここの一室をあてがわれて「ユダヤ人移民局」を起こし、オーストリアのユダヤ人の移住に取り組んだ。ユダヤ人たちの亡命の代償は全財産であり、その所有物はすべて没収された。移住者は「提示金」として不可欠な外国為替を法外なレートで購入させられた。アイヒマンは移住政策を巨額のビジネスに仕立て上げたのだった。アイヒマンは1938年10月21日の報告書で着任の日から9月末までに5万人のユダヤ人をオーストリアから追放した、と報告している。同時期のドイツでは1万9000人であったからアイヒマンの成果は歴然であった。
1938年6月の親衛隊内部の勤務評定はアイヒマンに「秀」の成績をつけており、「彼の格別な能力は交渉、話術、組織編成」「精力的かつ機敏な人物であり、専門分野の自己管理に優れた能力を備えている」と記している。1939年1月24日には名目上のユダヤ人問題責任者であるヘルマン・ゲーリングの命令でベルリン内務省内に「ユダヤ人移住中央本部」が開設されることとなったが、これはハイドリヒがアイヒマンのウィーンでの働きを高く評価し、アイヒマンの方式を全国に拡大しようと設置したものであった。アイヒマンは親衛隊内でユダヤ人移住の権威として知られるようになり、ユダヤ人移住の「マイスター」などと呼ばれるようになった。
アイヒマンも後に述べているが、ウィーン時代はアイヒマンの人生で最良の時代であった。アイヒマンは、ロスチャイルドから没収した高級リムジンを公用車にして乗り回し、旧ロスチャイルド邸のワイン蔵からワインを持ち出して同志たちと飲みかわして楽しんだ。

#### プラハ勤務時代
1939年3月、チェコスロバキア併合によりベーメン・メーレン保護領が誕生し、4月に旧チェコスロバキア首都プラハへ派遣されることが決まった。当時親衛隊大尉だったアイヒマンは、ウィーンの移民局の仕事を部下のロルフ・ギュンター (Rolf Günther) やアロイス・ブルンナーに任せて次なる任地プラハへ移動した。しかしアイヒマン自身は後に「最初、私はウィーンを離れたくなかった。万事円滑、かつ秩序正しく動いているのであるから (ウィーン勤務を) 手放したくないのは当然だった。」と語っている。
しかもプラハではアイヒマンはウィーンでの仕事ほど成果を上げられなかった。すでにほとんどの国でユダヤ人の受け入れを拒否するようになっていた上、ベルリンも保護領のユダヤ人追放よりライヒ (ドイツとオーストリア) 内のユダヤ人追放を優先したがっていた。しかしプラハ勤務時代はすぐに終わりを迎えた。

#### ゲシュタポ・ユダヤ人課課長
ドイツのポーランド侵攻によって第二次世界大戦が開戦した後の1939年9月27日に保安警察（ゲシュタポ）とSDが統合されて国家保安本部が新設された。アイヒマンはそのIV局 (ゲシュタポ局) B部 (宗派部) 4課 (ユダヤ人課) の課長に任命され、ベルリン勤務となった。各地のユダヤ人移住局を統括する立場となった。
1940年6月にフランスがドイツに降伏し、西部ヨーロッパはほぼドイツの支配領域となった。支配領域の拡大に伴い、ドイツの抱えるユダヤ人の数は大幅に増した。1940年6月の時点でドイツの支配領域にユダヤ人は325万人生活しており、彼らの追放先を探すことがドイツ政府にとって急務となった。アイヒマンは支配領域のユダヤ人をポーランドのゲットーへ集中させていった。一方1940年10月にアイヒマンは、バーデン・プファルツ・ザールラントのユダヤ人7500人ほどを南フランスの非占領地域 (ヴィシー政府領) へ移送させている。このうち2000人以上のユダヤ人がフランスの収容所で病死し、残りもほとんどがポーランドへ再移送されてそこで殺害されたとみられる。アイヒマンによるとこのフランスへの移送は親衛隊全国指導者ハインリヒ・ヒムラーの咄嗟の思いつきであったという。
併行してフランス降伏から独ソ戦開始までの間、アイヒマンは、フランスの植民地であったマダガスカル島へユダヤ人を移住させる計画（マダガスカル計画）の立案に熱心になっていた。しかし何百万人も送るために必要な船舶がドイツには無い上に、マダガスカルまでの海路がイギリスとアメリカに抑えられていることからこの計画をまともに取り合ってくれる上官はいなかった。独ソ戦の準備が始まる中、アインザッツグルッペンが組織されるなどユダヤ人は「最終解決」される方向で首脳部の意図が定まっていき、マダガスカル島移住計画は消えていった。

#### 「ユダヤ人問題の最終解決」
本人の証言によるとアイヒマンは、1941年8月から9月頃にラインハルト・ハイドリヒの口から総統アドルフ・ヒトラーの命令によりヨーロッパのユダヤ人がすべて絶滅させられることになったのを知らされたという。さらにこの時、ハイドリヒからポーランド総督府領ルブリンの親衛隊及び警察指導者オディロ・グロボクニクの指揮下で行われているユダヤ人虐殺活動を視察することを命じられ、ルブリンへ赴き、トレブリンカ（後にここにトレブリンカ強制収容所が置かれる）でガス殺を行う建物を視察した。
ついでアイヒマンの直属の上官であるゲシュタポ局長ハインリヒ・ミュラーからの命令でポーランド西部地域のクルムホーフ（ヘウムノ）ここにはヘウムノ強制収容所がつくられた）で行われていたガストラックによるガス殺を視察し、またその後にはミンスクでのアインザッツグルッペンのユダヤ人銃殺活動の視察をした。さらに再度ルブリンのトレブリンカへ派遣されてガス殺を視察することとなった。
アイヒマンは後にイスラエル警察からの尋問に対して、これらの視察について「強いショックを受けたこと」や「正視できなかったこと」を強調している。アドルフ本人の証言によるとレンベルク（リヴィウ）の親衛隊司令官や直属の上官ハインリヒ・ミュラーに「あれでは若い兵士たちをサディストにするだけだ」と抗議を行ったという。
1941年11月に親衛隊中佐に昇進。しかし以降の昇進はなく、アイヒマンの階級はここで止まっている。1942年1月20日にハイドリヒの命令で関係各省庁の次官級担当者がベルリン高級住宅地ヴァンゼーに集まった、いわゆるヴァンゼー会議に議事録作成担当として出席し、ユダヤ人を絶滅収容所へ移送して絶滅させる「ユダヤ人問題の最終解決」（=虐殺）政策の決定に関与した。アドルフ本人もこの会議で絶滅政策が決定されたことを認めているが、アイヒマン自身は会議の席上で一言も発言しておらず、出席者の誰からも気にとめられることもなく、ただタイピストとともにテーブルの隅っこに座っていただけだと証言している。
この会議後、アイヒマンは、ゲシュタポ・ユダヤ人課課長としてヨーロッパ各地からユダヤ人をポーランドの絶滅収容所へ列車輸送する最高責任者となる。1942年3月6日と10月27日に行われたヴァンゼー会議に続く二度の最終解決についての省庁会議はアイヒマンが議長を務めている。
1942年3月から絶滅収容所への移送が始まったが、その移送プロジェクトの中枢こそがアドルフ・アイヒマンであった。総力戦体制が強まり、1台でも多くの車両を戦線に動員したい状況の中でも交通省と折衝して輸送列車を確保し、ユダヤ人の移送に努めた。続く2年間にアドルフは「500万人ものユダヤ人を列車で運んだ」と自慢するように、任務を着実に遂行した。
アイヒマンの実績は注目され、1944年3月には計画の捗らないハンガリーに派遣される。彼は直ちにユダヤ人の移送に着手し、40万人ものユダヤ系ハンガリー人を列車輸送してアウシュヴィッツのガス室に送った。1945年にドイツの敗色が濃くなると、親衛隊全国指導者のハインリヒ・ヒムラーはユダヤ人虐殺の停止を命令したが、アイヒマンはそれに従わずハンガリーで任務を続けた。彼は更に武装親衛隊の予備役として委任させられていたため、戦闘命令を回避するために自らの任務を継続していた。
アイヒマンはソ連軍が迫るハンガリーから脱出し知己であったカルテンブルンナーの居るオーストリアへ戻ったが、彼はアイヒマンの任務がユダヤ人の根絶であることを知っていたため、連合国軍から責任を問われることを恐れアイヒマンとの面会を拒絶した。なお、アイヒマンは自身がユダヤ人虐殺の責任者であることを充分に認識していたことから、敗戦が現実味を帯びてくるにつれて写真に写ることを極度に嫌った。ある日写真を撮られたことに激怒し、カメラを破壊したことがあった。

### 逃亡

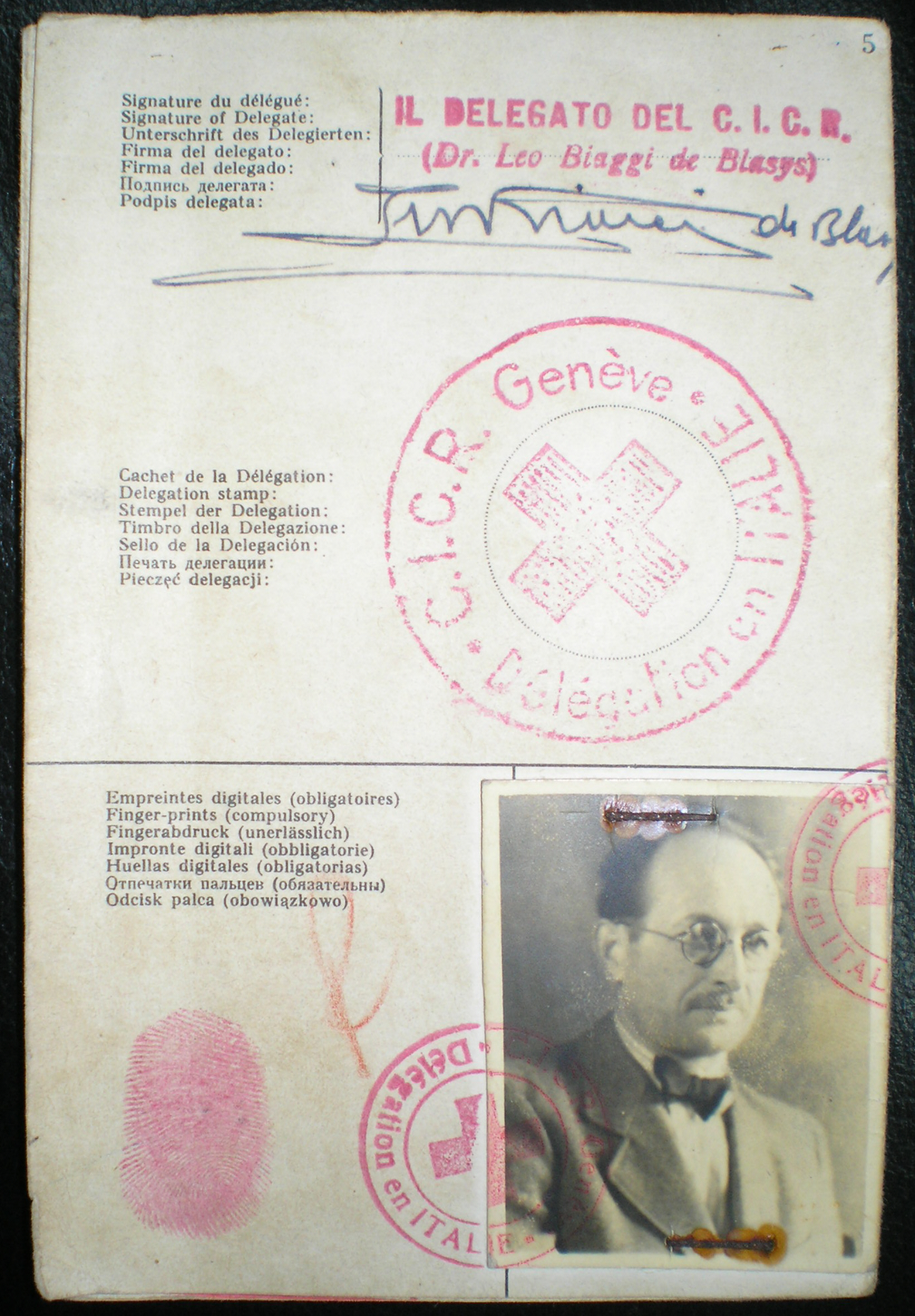
「リカルド・クレメント」の偽名で交付されたアイヒマンの赤十字渡航証

第二次世界大戦終結後、アイヒマンは進駐してきたアメリカ軍によって拘束されたが、偽名を用いて正体を隠すことに成功すると、捕虜収容所から脱出した。なおアイヒマンは死んだと思われていた。
1947年初頭から西ドイツ国内で逃亡生活を送り、1950年初頭には難民を装いイタリアに到着。反共主義の立場から元ドイツ軍人や元ナチス党員の戦犯容疑者の逃亡に力を貸していたローマの修道士の助力を得た。
「オデッサ」などの組織の助力も受け、リカルド・クレメント（Ricardo Klement）名義で国際赤十字委員会から渡航証（難民に対して人道上発行されるパスポートに代わる文書）の発給を受け、1950年7月15日に、当時親ドイツのファン・ペロン政権の下、元ナチス党員を中心としたドイツ人の主な逃亡先となっていたアルゼンチンのブエノスアイレスに船で上陸した。この偽造渡航証は、2007年5月にアルゼンチンの裁判所の資料庫から発見された。
その後ブエノスアイレス近郊に住まいを構え、約10年にわたって工員やウサギ飼育農家など様々な職に就き、またドイツから家族を呼び寄せ新生活を送った。

### 捜査
1957年、逃亡したナチ戦犯の追及を続けていた西ドイツの検事フリッツ・バウアーは独自に調べた結果、アイヒマンがリカルド・クレメントの偽名でアルゼンチンに潜伏しているという情報を入手する。国内では捜査が許可されなかったため、彼はイスラエル諜報特務庁（モサド）に情報提供を行った。
早速ブエノスアイレスに工作員が派遣されたものの、アイヒマンも身分を隠しながら慎重に行動しており、消息をつかむことは容易ではなかった。しかし彼の息子がユダヤ人女性と交際しており、彼女にたびたび父親の素性について話していたことから、モサドは息子の行動追跡でアイヒマンの足取りをつかもうとした。2年にわたる作業のすえ、モサドはリカルド・クレメントを見つけ出した。バウアーも「アイヒマンはクウェートにいる」と偽の情報を発表し、アイヒマンに悟られないよう欺瞞作戦を行った。
モサドのイサル・ハルエル長官は、ラフィ・エイタン率いる作業班を結成させ、自らもブエノスアイレスへ飛んだ。作業班はクレメントに「E」とコードネームを付け、行動を監視した。最終的に作業班が「E」がアイヒマンであると断定したのは、アイヒマンの結婚記念日に「E」が花屋で妻へ贈る花束を買ったことであった。

### 拘束

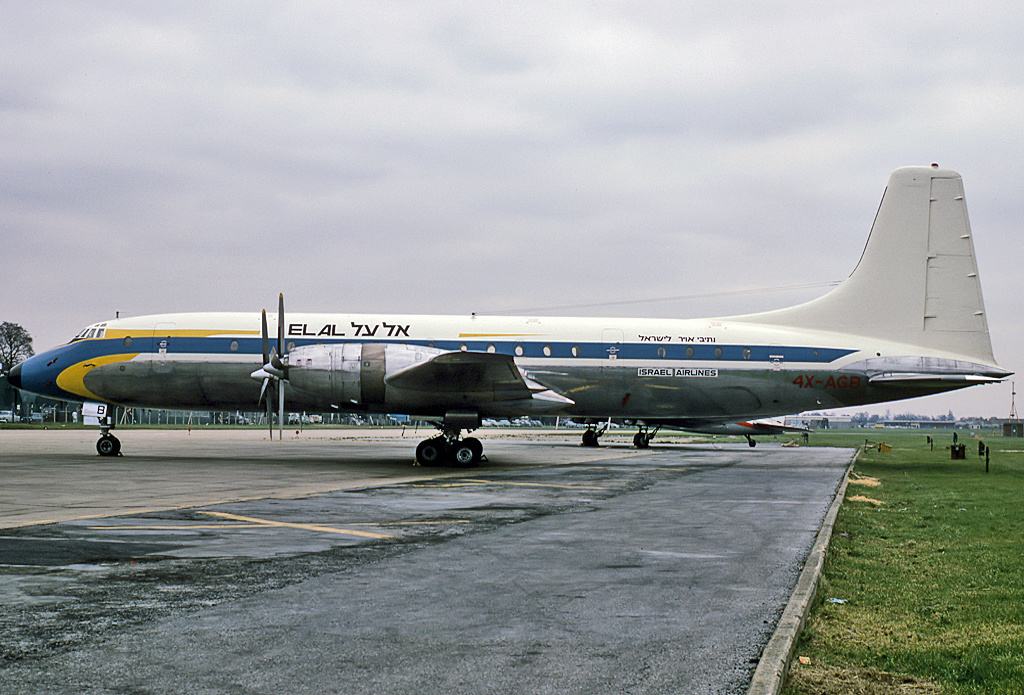
エルアル航空のブリストル・ブリタニア

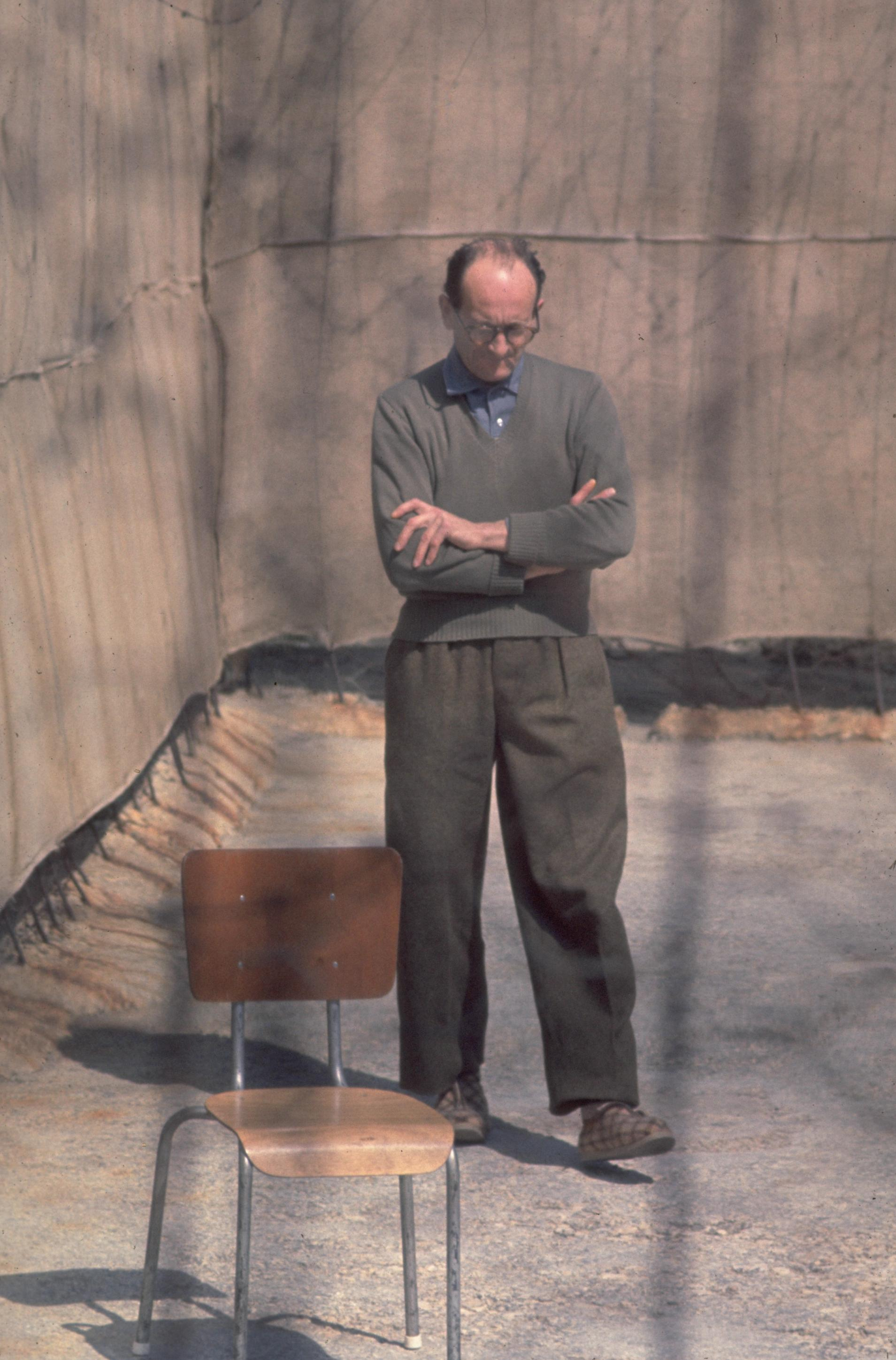
イスラエルの留置所に収監されたアイヒマン

1960年5月11日、アイヒマンがバスから降りて自宅へ帰る道中、路肩に止めた窓のないバンから数人の工作員が飛び出し、彼を車の中に引きずりこんだ。車中で男たちは親衛隊の制帽を出して彼にかぶせ、写真と見比べて「お前はアイヒマンだな」と尋ねた。彼は当初否定したが、少し経つとあっさり認めたという。
その後アイヒマンは、ブエノスアイレス市内にあったモサドのセーフハウスに監禁された。アルゼンチン当局および元ナチスの仲間たちにはそのことは気づかれずに済んだ。モサドのメンバーはアイヒマンが自殺することに注意をしたと言う。

### イスラエルへ連行
5月21日にエル・アル航空のブリストル ブリタニアで、イスラエルへ連行された。同機はアルゼンチン独立記念日の式典に参加したイスラエル政府関係者の為に運行していたものであった。出国の際に彼は、酒をしみこませたエル・アル航空の客室乗務員の制服を着させられた上に薬で眠らされ、「昨晩から酒に酔って寝込んだデッドヘッド要員」として、アルゼンチンの税関職員の目をごまかしたという。
同機は、当初ブラジルのサンパウロ郊外にあるヴィラコッポス国際空港を経由して、同空港で給油する予定だったが、もしアイヒマンが搭乗していることが知られた場合、元ドイツ軍人やナチ党員の戦犯容疑者などを含むドイツ系移民が多く、しかも彼らが一定の影響力を持つブラジル政府により、離陸が差し止められる危険性があったことから、ダカールまでの無給油飛行を強いられるなど、移送には細心の注意が払われた。

### 連行後
イスラエル政府はしばらくの間、サイモン・ヴィーゼンタールをはじめとする「ユダヤ人の民間人有志によって身柄を拘束された」として、政府の関与を否定した。しかしながら、最終的にその主張は覆された。ダヴィド・ベン＝グリオン首相は、1960年5月25日にクネセトでアイヒマンの身柄確保を公式に発表し、世界的なニュースとなった。
ハルエルは後に、アイヒマンの身柄確保に関して『The House on Garibaldi Street』（ガリバルディ通りの家）を著した。作戦に参加していたとされる元モサドのピーター・マルキンも『Eichmann in My Hands』（アイヒマンを我が手に）という本を著した。
獄中のアイヒマンは部屋や便所をまめに掃除したりするなど、神経質な面はあったが、至って普通の生活を送っていた。獄中の彼を知る人物は総じて「普通の、どこにもいるような人物」と評した。
本来は、このような移送方法は国際法違反であるが、当時イスラエルとアルゼンチンの間には犯罪人引き渡し条約が結ばれていなかったため、国家を介した引き渡しができず、このような強硬手段によってイスラエルに移送する他に手段が無かった。事が発覚すると、アルゼンチン政府はイスラエルに形だけの抗議をしている（6月23日に安保理決議138が採択されたが、その後、アルゼンチンとイスラエルにより問題が解決されたという共同声明が発表された）。

### 裁判

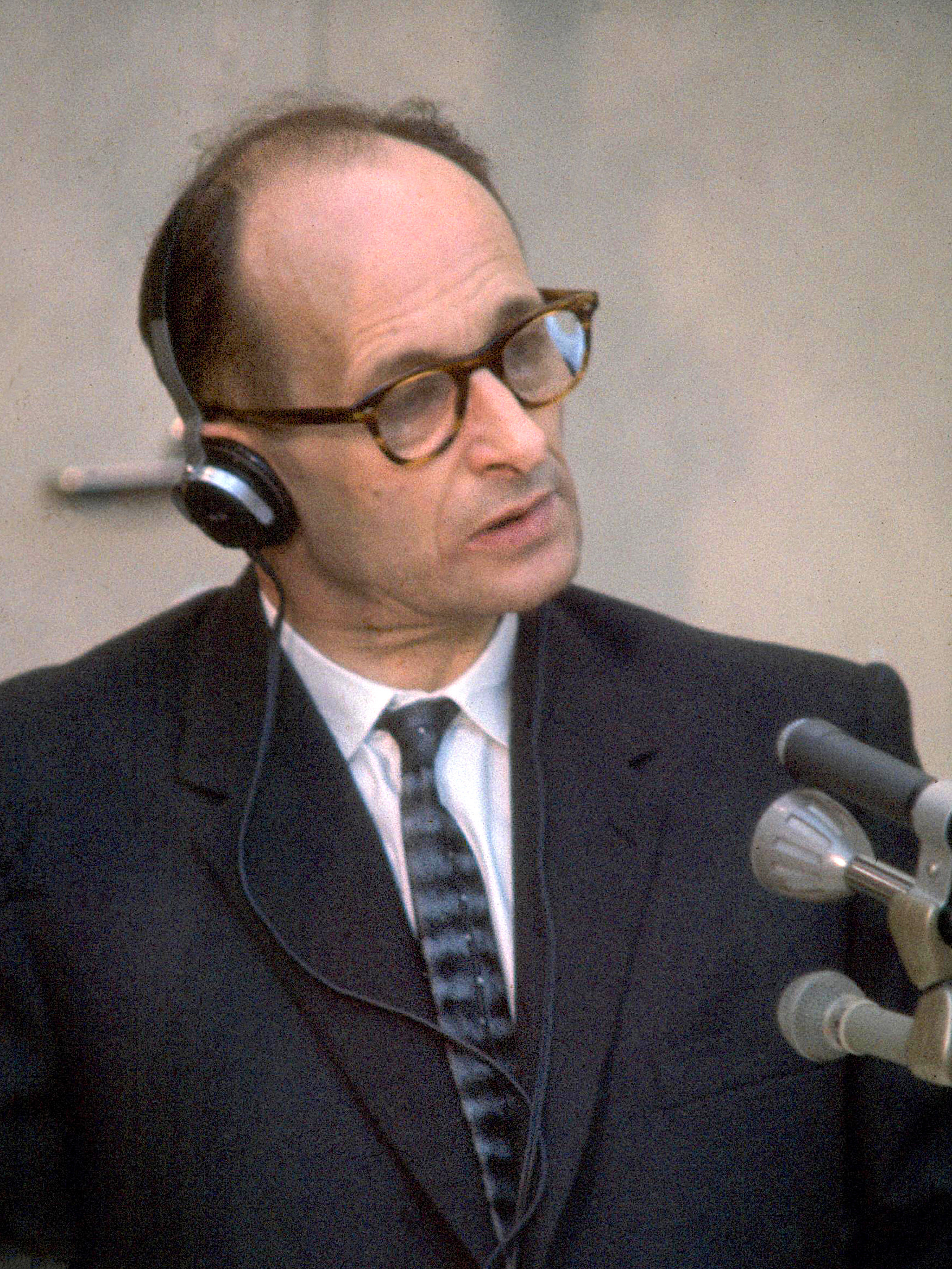
1961年のエルサレムでの裁判中のアイヒマン

裁判は、1961年4月11日にエルサレムで始まった。アイヒマンは「人道に対する罪」「ユダヤ人に対する犯罪」および「違法組織に所属していた犯罪」などの15の犯罪で起訴され、その裁判は国際的に大きなセンセーションと論争を引き起こした。275時間にわたって予備尋問が行われた。
アイヒマンに対する、迫害を受けた数多くの生き残りのユダヤ人の証言により、更に明らかにされた当時のナチス・ドイツによる残虐行為はホロコーストの現実および、当時のドイツを率いていたナチ党の支配の罪を直視することを全世界に強いた。一方で、自身にとって不利な証言を聞いているアイヒマンという人物が「小役人的な凡人」という印象を与えるものであったことが、「ふてぶてしい大悪人」であると予想していた多くの視聴者を戸惑わせた。
裁判を通じてアイヒマンは、ナチス・ドイツ政府によるユダヤ人迫害について「大変遺憾に思う」と述べたものの、自身の行為については「命令に従っただけ」だと主張した。また、ヒトラーの著書の『我が闘争』については、「読んだことはない」と述べている。
この公判時にアイヒマンは「1人の死は悲劇だが、集団の死は統計上の数字に過ぎない」という言葉を残したとされる。アイヒマンは死刑の判決を下されてもなお自らを無罪と抗議しており、その模様は記録映像にも残されている。
また、アイヒマンはナチ党幹部であるマルティン・ボルマン、ハインリヒ・ミュラー、ヨーゼフ・メンゲレが南アメリカで生き延びていると裁判で証言した。しかし、実際に確認されたのはメンゲレのみであり、ボルマンは大戦末期のヒトラー自殺後のベルリン市内からの脱出に失敗して自殺していた事が後に判明している（ミュラーの最期に関しては現在もはっきりしていない）。

### 処刑
1961年12月15日、すべての訴因で有罪が認められた結果、アイヒマンに対し死刑の判決が下された。翌1962年6月1日未明にラムラの刑務所で絞首刑が行われた。5月31日から6月1日の真夜中（イスラエルが死刑を行使する唯一の時間）に刑執行後、遺体は裁判医が確認するまで、1時間ほど絞首台にぶら下がったままだったという。イスラエルでは通常犯罪における死刑は廃止されており、反逆罪や人道に対する罪にのみ適用されるため、建国以来同国で執行された2例目かつ、2023年時点では最後の死刑である。
執行後、遺体は焼却されて遺灰は地中海に撒かれた。
最期の言葉は「ドイツ万歳。アルゼンチン万歳。オーストリア万歳。この3つの国は私が最も親しく結びついていた国々です。これからも忘れることはありません。妻、家族、そして友人たちに挨拶を送ります。私は覚悟はできています。全ての人の運命がそうであるように、我々はいずれまた会うでしょう。私は神を信じながら死にます。」であった。
処刑後、アイヒマンはいかなる服従の心理に基づいて行動したのかが学者の研究対象となり、役者の演技によって擬似的に作り出された権威の下に、人はどれほど服従するのかを実験で試す、いわゆる「アイヒマンテスト」と呼ばれる心理実験につながった (ミルグラム実験を参照) 。

## 家族
アドルフ・アイヒマンは、1931年8月に彼の妻となるヴェロニカ・リーベル (Veronica Liebl、愛称ヴェラ) と知り合った。ヴェラはチェコスロヴァキアのボヘミア地方ムラダーの農家出身のチェコ人女性であった。ヴェラによると2人が知り合ったのはリンツで行われた演奏会だったという。ヴェラは出会って一目でアイヒマンにひかれたという。ヴェラは熱心なカトリックであり、プロテスタントのアイヒマンとは信仰が異なったが、彼女はそれでもアイヒマンと結婚することに決めた。2人は1933年夏から結婚の準備を進めていたが、この頃オーストリア・ナチ党が禁止されたため、アドルフは妻のヴェラを伴ってドイツへ移住し、そこで結婚することとなった。アイヒマンは1934年10月30日に親衛隊人種及び移住本部 (RuSHA) に結婚許可の申請をした。親衛隊の結婚にはRuSHAの許可が必要であり、妻となる女性が「アーリア人」であることを証明せねばならなかったが、ヴェラはチェコ人であったため、アイヒマンは書類の形式を整えるのに苦労したようである。許可が下りた後、2人は1935年3月21日にパッサウで挙式した。
しかしアドルフの同僚の親衛隊員達の間ではヴェラがチェコ人であることは公然であり、ヴィルヘルム・ヘットル (de:Wilhelm Höttl) SS中佐によるとチェコ人妻の存在はアドルフへの風当たりの原因の1つになっていたという。ヴェラも反教会的なナチ党を好ましく思っておらず、ナチ党への入党は最後までしなかった。アイヒマン夫妻は、1936年にベルリンで長男クラウス (Klaus) 、1940年にウィーンで次男ホルスト (Horst) 、更にその後三男ディーター (Dieter) をもうけている。親衛隊少佐ディーター・ヴィスリツェニーによるとアドルフは自分の子供には大変強い愛着を抱いていたが、逆に妻はどうでもよい存在になっていたという。
ヴェラはドイツの敗戦後、オーストリア中部のアルトアウスゼーで子供とともに暮らしていたが、アメリカの諜報部から尋問を受けた。ヴェラは「アドルフとは1945年3月に離婚しており、それから彼から連絡はない。自分が知る限りアドルフは死んだはずだ。」と主張した。さらにヴェラはアイヒマンを指名手配犯からはずそうとして、1947年にアイヒマンの死亡宣告を得ようとしたものの、アイヒマンがプラハで銃殺されたのを見たと主張している者がヴェラの義兄弟であることを、ナチ・ハンターのサイモン・ヴィーゼンタールが立証してこれを阻止した。
1952年夏にアイヒマンはヴェラと子供たちをアルゼンチンへ呼び、再び一家で暮らすようになった。ここで四男リカルド・フランシスコ・クレメントをもうけた。1959年にはアイヒマンの継母マリアが死去し、父アドルフ・カールも後を追うように1960年2月5日に死去した。

## 人物
- アイヒマンは自身が反ユダヤ主義者ではないことを、イスラエル警察の尋問や裁判で強調していた。アイヒマンの学生時代にはユダヤ人の友達もおり、特にミシャ・ゼバ (Mischa Sebba) というユダヤ人とはアイヒマンがナチスに入党した後も親交があったという[1]。
  - ベッティーナ・シュタングネト（英語版）は、2011年の著書 『エルサレム以前のアイヒマン（英語版）』で、主にヴィレム・ザッセン（英語版）のインタビューと亡命中に作られたアイヒマンのメモに基づいて、アイヒマンはイデオロギー的に動機付けられた反ユダヤ主義者かつ、生涯にわたって献身的なナチスであり、裁判におけるプレゼンテーション用に顔のない官僚としてのペルソナを意図的に作り上げたと主張した[62]。クリストファー・ブラウニング（英語版）、デボラ・リプシュタット（英語版）、ヤアコフ・ロゾウィック（英語版）、デビッド・チェザラーニ（英語版）などの著名な歴史家も同様の結論に達した。アイヒマンは、アーレントが信じていたような機械的に義務を実行するだけの官僚的な役人ではなかったという[63]。
- アイヒマンはユダヤ人移送の任務については息苦しいまでの厳格さを見せ、移送列車の発着時刻が正確に守られるよう気を配っていたという[64]。1942年7月14日にパリからポーランドのアウシュヴィッツ強制収容所へ向かう列車が故障した事件があった際に、アイヒマンは、電話で現地の指揮官に対して「今回のことは威信に関わる問題であり、事の全体は極めて屈辱的である」と激昂したと伝えられている[64]。
- アイヒマンの信仰はプロテスタントであった。しかし、教会からの脱会を定めたSDの内部規則に従って、1937年にプロテスタント教会を脱会した[65]。

## 語録

### アイヒマン本人の発言

#### 戦前戦中の発言
- 「先ごろ一連の地域で行われたユダヤ人の東方移住は、ドイツ本国、オストマルク (オーストリア) 、及びベーメン・メーレン保護領におけるユダヤ人問題の、その最終的解決の幕開けである。」 (1942年1月31日、アイヒマンがドイツの占領地の全ゲシュタポ局に宛てた文書) [66]
- 「百人の死は天災だが、一万人の死は統計にすぎない。」[45]
- 「金貨など不要なのだ。金貨なら自分でも持っている。ほしいのは命令だ。これからどう進展するのか知りたいのに。」 (敗戦直前エルンスト・カルテンブルンナーに面会を拒否され、その副官から金貨を渡された際に語った言葉) [50]

#### 亡命中の発言
- 私は正直にあなたに言わなければなりません、 もし私たちがKorherr (コルヘア報告) によって1,030万人いると知っているユダヤ人のうち1,030万人のユダヤ人を追放し、殺したとしたら、私は満足し、良し、私達は敵を破壊した、と言うだろうと[67]。
- 私は普通の命令受領者ではありませんでした。それなら私は馬鹿だったのでしょうか。むしろ私は理想主義者だと思いました[68]。

#### 逮捕後
- 「あの当時は『お前の父親は裏切り者だ』と言われれば、実の父親であっても殺したでしょう。私は当時、命令に忠実に従い、それを忠実に実行することに、何というべきか、精神的な満足感を見出していたのです。命令された内容はなんであれ、です。」 (イスラエル警察の尋問で) [69]
- 「連合軍がドイツの都市を空爆して女子供や老人を虐殺したのと同じです。部下は (一般市民虐殺の命令でも) 命令を実行します。もちろん、それを拒んで自殺する自由はありますが。」 (一般市民を虐殺する命令に疑問を感じないか、というイスラエル警察の尋問に) [70]
- 「戦争中には、たった1つしか責任は問われません。命令に従う責任ということです。もし命令に背けば軍法会議にかけられます。そういう中で命令に従う以外には何もできなかったし、自らの誓いによっても縛られていたのです。」 (イスラエル警察の尋問で) [70]
- 「私の罪は従順だったことだ。」[71]

### アイヒマンについての言説
- 「決定的だったのは彼のコンプレックスだった。SDでは責任あるポストは大学卒業者で占められていたが、彼にはどの学校の卒業資格もなかったので、そのことが大変なショックだった。それに追い打ちをかけたのが、彼が『ユダヤ人風の容貌』をしているという同志たちの意地の悪い言葉だった。同志からジギ・アイヒマンと呼ばれ、そのことでもひどく傷ついていた。」 (親衛隊中佐ヴィルヘルム・ヘットル (Wilhelm Höttl)) [72]
- 「私は彼が比較的単純な男だとわかった。知性に関していえば興味を引くところはなく、著しい天才なわけではない。ぶっきらぼうな親衛隊員だった。」 (親衛隊少将フランツ・ジックス) [73]
- 「赤毛の人間を全部殺せとか、名前がKで始まる人間を全部殺せと命令されても、奴ならばその通りに実行するだろう。」 (ナチハンターサイモン・ヴィーゼンタール）[74]
- 「あそこまで魂を売り渡した心理状態の男を私はこれまで見たことがない。我々は知的水準の極めて高い男と対峙していると感じていた。だがその一方で、我々の目の前にいるのは無に等しい男であり、一から十まで協力的で一度たりとも面倒をかけず、時には自分から協力を申し出る腑抜けだった。」 (イスラエル諜報特務庁長官イサル・ハルエル) [75]
- 「もしも彼がより人間的だったなら、彼の人間性が悪の機構に加わることを許さなかっただろう。彼がより非人間的だったなら、仕事の有能さに欠けていたことだろう。ところが彼はその中間であり、ボタンを押せと命じられればボタンを押し、そのボタンを正確に押すことだけに腐心してしまい、ボタンを押せば誰がどこで生命を失うかといったことは考えもしないという、まさしく陳腐な人間を体現していたのだ。」 (心理学者ブルーノ・ベッテルハイム) [72]